# Paraski II

Herb Paraski II

Paraski II (Bach-Paraski, Bach odmienny) – kaszubski herb szlachecki, być może odmiana herbu Bach.

## Opis herbu
Opis z wykorzystaniem zasad blazonowania, zaproponowanych przez Alfreda Znamierowskiego:
W polu czerwonym jeleń z uniesioną lewą przednią nogą (być może naturalny), na murawie zielonej. Klejnot: nad hełmem bez korony trzy gwiazdy złote (1 i 2). Labry czerwone, podbite srebrem.

## Najwcześniejsze wzmianki
Herb znany tylko ze słownego opisu Żernickiego (Der ponische Adel, Die polnischen Stamwappen).

## Rodzina Paraskich
Drobna szlachta biorąca nazwisko od wsi Paraszyno. Pierwszym jej znanym członkiem jest być może Piotr z Paraszyna, wymieniony w 1416. We wsi osiadło kilka rodów, które następnie przyjmowały nazwiska odmiejscowe. Byli to Borscy, Zdunowie, zwani też Bartkami, Bachowie, Bochenowie-Paraszyńscy, oraz Jekelowie. Paraszyńscy używali herbu Bochen, Zdunowie herbu Paraski, herb Jekelów i Borskich jest nieznany. Bachowie używali herbu z jeleniem, ale ponieważ nazwisko Paraski występowało również samodzielnie, niemożliwe jest zakwalifikowanie niektórych Paraskich do konkretnego rodu. Przedstawicielami rodziny Bachów byli na pewno Andrzej Bach Paraski (zm. przed 1726), syn Andrzeja Paraskiego i Anny Zuchowskiej (wzm. 1724, 35), jego syn, Marcin Ernest miał cząstkę w Łówczu Średnim w 1726. Pochodzący z tego rodu Georg von Parasky miał w 1801 dobra Hessendam w okręgu Magdeburg. Ród Bachów wywodzi się prawdopodobnie od Bachów herbu Poturgi, albo Pobłocki II, chociaż istnieją teorie o wspólnym pochodzeniu Bachów-Paraskich z Zdunami-Paraskimi, z których ci pierwsi po jakimś czasie odmienili herb.

## Herbowni
Paraski (Paraschin, Paraschinski, Parasinski, Parasiński, Parasky, Paraszynski, Paraszyński, Parazinski, Paraziński, Parażyński, błędnie Pareiski) z przydomkiem Bach.
Bachowie-Parascy mieli używać wcześniej herbu Brochwicz III, zamienionego następnie na herb własny.